# Акорд, Джеймс
Джеймс Акорд (англ. James Leroy Acord, 19 октября 1944, Сиэтл, Вашингтон — 9 января 2011, Сиэтл, Вашингтон) — художник, работавший непосредственно с радиоактивными материалами. Он пытался создать скульптуры и организовать мероприятия, которые исследовали бы историю ядерной энергетики и поднимали вопросы долгосрочного хранения ядерных отходов. В течение 15 лет он жил в Ричленде, штат Вашингтон, спальном городке Хэнфордской ядерной резервации, где когда-то располагалось девять ядерных реакторов и пять комплексов по переработке плутония, а также это место было самым загрязнённым ядерным объектом в Соединённых Штатах Америки. Его главной целью было построить «ядерный Стоунхендж» на сильно загрязнённом участке земли, включив в него двенадцать сборок защитного слоя уранового реактора.
Акорд был единственным частным лицом в мире, имеющим лицензию на владение и обращение с радиоактивными материалами, и приобрёл ядерные топливные стержни, содержащие обеднённый уран, из достроенного, но не эксплуатируемого немецкого реактора-размножителя SNR-300 для использования в качестве художественных материалов. У него на шее была набита татуировка с номером ядерной лицензии. Он выступал с докладами об искусстве и ядерной науке на мероприятиях, посвящённых искусству и ядерной промышленности в США и Великобритании, а также организовал множество форумов, которые объединяли художников, активистов и экспертов ядерной промышленности.
В 1991 году его описал Филип Скайлер для журнала The New Yorker; Акорд также послужил прообразом персонажа Ривера в романе Джеймса Флинта «Книга пепла». Обширные аудиоинтервью, которые Флинт взял у Акорда на Аляске в 1998 году в рамках своего исследования для романа, теперь заархивированы и каталогизированы Британской библиотекой.
В 1998—1999 годах он был художником-резидентом Имперского колледжа Лондона, резиденции, созданной организацией по искусству The Arts Catalyst и финансируемой Советом по делам искусств Англии и Фондом Галуста Гюльбенкяна.
Он покончил жизнь самоубийством в Сиэтле 9 января 2011 года в возрасте 66 лет.
Его скульптура «Дароносица для серой лошади» установлена на территории кампуса Юго-западного университета в Джорджтауне, штат Техас.